# Chambellay
Chambellay ist eine französische Gemeinde mit 409 Einwohnern (Stand: 1. Januar 2022) im Kanton Tiercé, im Arrondissement Segré, im Département Maine-et-Loire und in der Region Pays de la Loire. Die Einwohner werden Cambolitains genannt.

## Geografie
Chambellay liegt etwa 29 Kilometer nordnordwestlich von Angers am Fluss Mayenne. Umgeben wird Chambellay von den Nachbargemeinden La Jaille-Yvon im Norden, Chenillé-Champteussé im Osten, Montreuil-sur-Maine im Süden sowie Segré-en-Anjou Bleu im Westen.

## Bevölkerungsentwicklung
| 1962                       | 1968 | 1975 | 1982 | 1990 | 1999 | 2006 | 2013 | 2018 |
| -------------------------- | ---- | ---- | ---- | ---- | ---- | ---- | ---- | ---- |
| 425                        | 368  | 283  | 320  | 268  | 299  | 296  | 357  | 400  |
| Quellen: Cassini und INSEE |      |      |      |      |      |      |      |      |

## Sehenswürdigkeiten
- Kirche Saint-Aubin aus der zweiten Hälfte des 19. Jahrhunderts

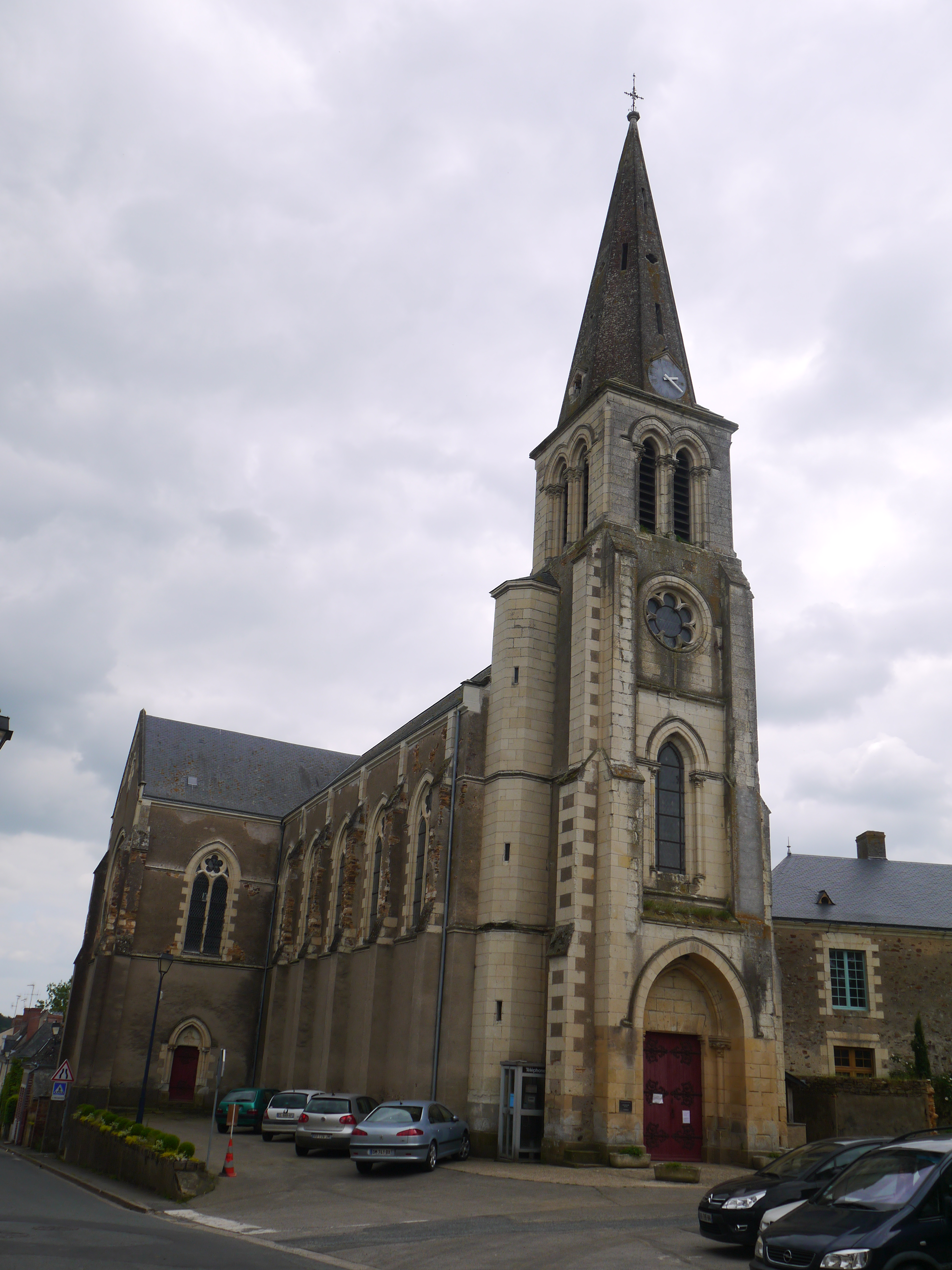
Kirche Saint-Aubin

- Schloss Le Bois-Montbourcher